# Suenonius Mandelgreen
Suenonius Mandelgreen behoorde tot de top van de Nederlandse achttiende-eeuwse boekbinders en was daarnaast ook uitgever, vertaler en vendumeester.

## Boekbinder
Suenonius Mandelgreen was een uit Zweden afkomstige boekbinder. Hij werd geboren in Uppsala en leerde het vak van boekbinder in zijn moederland, waaronder het stempelen van boekbanden in bladgoud. Vervolgens werkte hij van 1736 tot aan zijn overlijden in 1758 in Middelburg.  
Het was tot in de achttiende eeuw gebruikelijk dat een uitgever alleen het boekblok uitgaf. Mensen konden zelf een boekbinder kiezen om het van een (luxe) band naar wens te voorzien, zoals met het afgebeelde exemplaar van de familie Van Borssele van der Hooge gebeurde. Het boekblok daarvan was door Pieter Gillissen in Middelburg gedrukt.

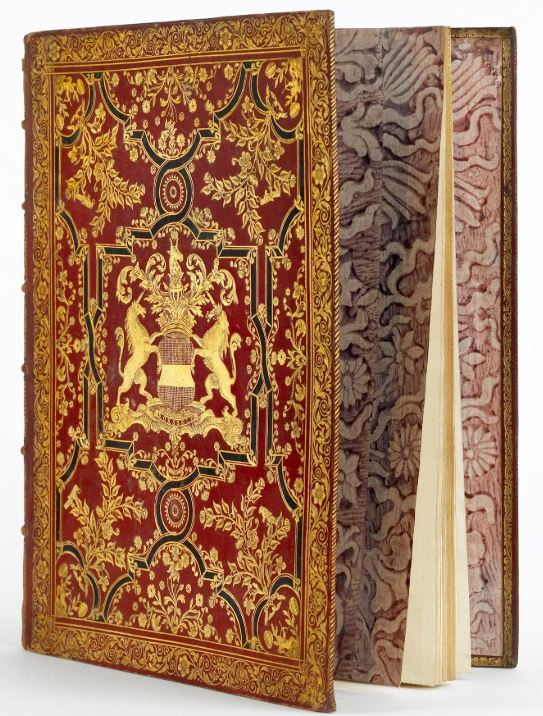
Boekband van roodmarokijn in goud gestempeld met een lintenpatroon door Suenonius Mandelgreen. De band werd in 1755 gemaakt voor de familie Van Borssele van der Hooge (wapen centraal). In de hoeken bevinden zich cupido’s die pijlen afschieten op een vliegend hart. Bron: [http://www.zeeuwsarchief.nl/zeeuwse-verhalen/luxe-uitgave-uit-de-18e-eeuw/ Zeeuws Archief, blog van Roosanne Goudbeek over deze luxueus versierde boekband uit het Archief van de familie Van Borssele van der Hooge, inv. nr., 145a.

Een zeer bijzondere boekband van Mandelgreens hand is in het bezit van de Koninklijke Bibliotheek. Het is de band ‘’Kern der Nederlandsche historie’’, dat feitelijk een cassette is waarin elf miniatuur-bandjes zijn opgenomen, die zich weer in een miniatuur boekenkast met vijf plankjes bevinden. Als een van de weinige boekbinders signeerde Mandelgreen zijn werk. Hij deed dit op diverse banden met de tekst ‘’Mandelgreen fecit.’’ Naast de KB (Den Haag), de Koninklijke Bibliotheek van België in Brussel, het Zeeuws Archief in Middelburg en de ZB (Middelburg) bezit ook de British Library boekbanden van Mandelgreen. Mandelgreen vond waarschijnlijk opvolging van zijn kennis in de Vlissingse leerling en latere uitgever en boekbinder Jan Dane Mandelgreen wordt in de hoedanigheid van binder beschouwd als een van de beste representanten van zijn tijd.

## Uitgever, vertaler en vendumeester
Naast boekbinder was Mandelgreen veilinghouder, auctionier en uitgever. Bovendien werd hij in 1756 en 1757 in de stedelijke rekeningen als drukker genoemd. Vanaf 1752 was hij vertaler Deens en Zweeds van de stad Middelburg. Mandelgreen gaf ook muziek uit, zoals de Symfonie voor strijkorkest opus 1 van Christian Ernst Graf, evenals diens Sei Sinfonie a violino primo, secondo, viola e basso. Bovendien kondigde de uitgever in de Middelburgsche Courant aan dat bij hen Graf’s “Trios, zynde VI Sonaten a Violons, vol. 2 é Basso” te krijgen was. Al waren zijn bezigheden als uitgever nevenzaken, Mandelgreen was een van de weinige muziekuitgevers die de 18deeeuwse Republiek rijk was. Zijn uitgave van Graf’s Sei Sinfonie is van verrassend goede kwaliteit.

## Middelburgsche Courant
In 1758 startte Mandelgreen samen met Adam Laurens Callenfels en Louis Taillefert Davidsz. de uitgave van de Middelburgsche Courant, waarvan het eerste exemplaar op 26 april van dat jaar verscheen en daarmee de op twee na oudste (nog voortgezette) krant is. Vier maanden later zou Suenonius overlijden.

## Persoonlijk leven
Suenonius Mandelgreen was getrouwd met Anna Catharina Smitsbergen en had met haar ten minste twee zoons, Suenonius Christiaen en Isaak, en dochter Cornelia Elizabeth. Hij woonde met zijn gezin aan de Markt in Middelburg.